# Hendrik Bos (burgemeester)
Hendrik Bos (Zeist, 5 februari 1920 – Ermelo, 15 februari 1998) was een Nederlands politicus van de ARP en later het CDA.
Hij groeide op in Kampen en eind 1938 werd hij volontair bij de gemeentesecretarie van IJsselmuiden. In februari 1940 ging hij in militaire dienst maar enkele maanden later werd in het intussen bezette Nederland het leger opgeheven waarop hij in IJsselmuiden terugkeerde als volontair. In 1941 werd hij daar als ambtenaar aangesteld en in 1946 maakte hij de overstap naar Krabbendijke waar hij als eerste ambtenaar ter secretarie begon. Al in mei 1947 volgde daar zijn benoeming tot secretaris-ontvanger. In december 1958 werd Bos benoemd tot burgemeester van de gemeenten Dirksland, Herkingen en Melissant. Die laatste twee gemeenten gingen in 1966 op in de gemeente Dirksland. Na daar precies 25 jaar burgemeester te zijn geweest ging hij in december 1983 vervroegd met pensioen. Begin 1998 overleed Bos op 78-jarige leeftijd.